# Unia Narodowa (Portugalia)
Unia Narodowa (port. União Nacional) – jedyna legalnie działająca partia polityczna portugalskiego reżimu Estado Novo. Została założona w 1930 roku, w czasie tzw. Narodowej Dyktatury (port. Ditatura Nacional). Oficjalnie nie była to partia polityczna, lecz "organizacja jedności wszystkich Portugalczyków".
W 1970 roku, dwa lata po tym, jak António de Oliveira Salazar został zastąpiony przez Marcelo Caetano na stanowisku przywódcy Unii, jej nazwa została zmieniona na Ludową Akcję Narodową (port. Acção Nacional Popular). Ugrupowanie to zdobywało wszystkie miejsca w portugalskim Zgromadzeniu Narodowym od 1934 do 1973 roku. Akcja została rozwiązana w 1974 roku, zaraz po tzw. Rewolucji Goździków, która doprowadziła do przywrócenia demokracji w Portugalii.